# アーネストワン
株式会社アーネストワン（英: ARENEST ONE CORPORATION）は、東京都西東京市に本社を置く不動産会社。飯田グループホールディングス株式会社の完全子会社。マンション･戸建住宅の分譲等を行っている。

## 概要
首都圏を中心に、マンションシリーズの「サンクレイドル」、戸建住宅の「クレイドルガーデン」の分譲事業をしている。
近年、関西・東海地方における営業網の拡大を進めている。

## 沿革
参照：
- 1981年5月1日[3]- 伏見建設工業株式会社を設立。
- 1983年11月 - 伏見建設株式会社に商号変更、保谷市（現：西東京市）柳沢の新社屋に移転。
- 1995年7月 - 新築マンション、戸建分譲の事業開始。
- 2000年9月 - 株式会社アーネストワンに商号変更。
- 2002年2月5日[3]- ジャスダック市場に上場。
- 2003年8月 - 西東京市西原町に本社移転。
- 2004年1月 - 東証第2部市場に新規上場。
- 2005年3月 - 東証第1部市場に銘柄指定替え。
- 2006年8月 - 住宅のメンテナンス子会社として、エイワンプラスを設立。
- 2010年4月 - 建設子会社として、アーネストウイングを設立。
- 2013年10月29日[3]- 東証より上場廃止。
- 2013年11月1日 - 一建設、飯田産業、東栄住宅、タクトホーム、アイディホームと共同株式移転により、飯田グループホールディングスを設立[4][5][6]。
- 2025年4月7日 - 同年4月中をめどに米国の住宅開発のPatrick Malloyグループを買収することを発表[7][8]。

1. Patrick Malloyグループがジョージア州子会社の持株会社として、PMCO Holdings, LLCを設立。
2. アーネストワンはPMCO Holdings, LLCの持株会社として、Arnest One America, Inc.を設立。
3. Arnest One America, Inc.はPMCO Holdings, LLCの第三者割当増資を引受け、同社の持分60.0％を取得。

## 関連会社
- 株式会社エイワンプラス - 住宅の保守、メンテナンス、損害保険代理業
- 株式会社アーネストウイング - 建設業（とび・土工工事業、残土処理業）
- I ONE HOME, Inc. - 米国での土地仕入れ、建設企画、住宅・土地の販売業務
- Arnest One America, Inc. - 持株会社
  - PMCO Holdings, LLC.（Arnest One America 60.0%）- 持株会社
    - Ballantry PMC Georgia, LLC（PMCO Holdings 100.0%）- 持株会社
      - Ballantry PMC Summit Chase, LLC（Ballantry PMC Georgia 100.0%）- ジョージア州アトランタでの戸建分譲事業
- PT. IONE HOME INDONESIA - インドネシアでの戸建分譲事業
- LLC VLI ONE HOME - ロシアでの建設業、解体業他